# Myocastor
Cet article concerne le genre. Pour le nom vulgaire de l'espèce, voir Ragondin.
Genre
Synonymes
- Myopotamus É. Geoffroy Saint-Hilaire, 1805
- Potamys Desmarest, 1825
- Mastonotus Wesmael, 1841

Myocastor est un genre de rongeurs hystrichomorphes de la famille des Myocastoridae. Il ne comprend qu'une seule espèce actuelle : le Ragondin (Myocastor coypus).

## Aire de répartition

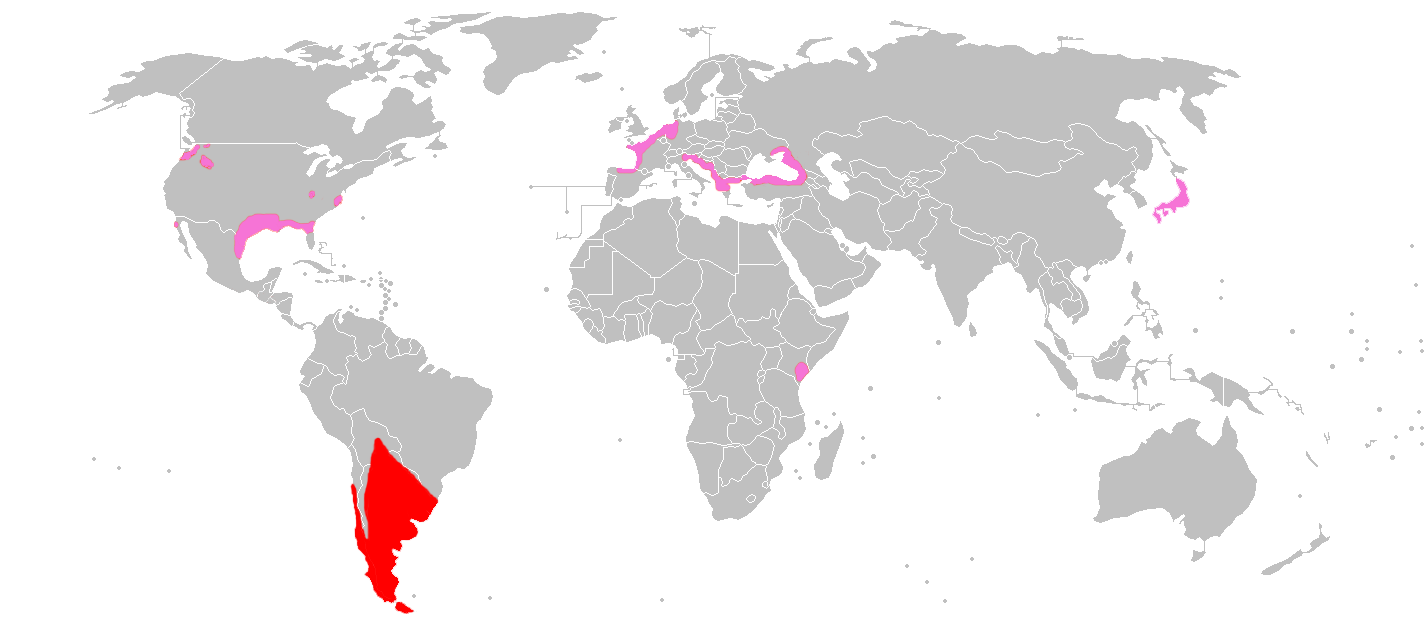
Carte de l'aire de répartition du Ragondin :
zones d'origines ;
zones d'introductions ;
zones où il est inexistant.

Le Ragondin est originaire de l'Amérique du Sud, notamment du Cône Sud. Élevé pour sa fourrure, des spécimens importés à cet usage se sont échappés et ont formé par la suite des populations en Amérique du Nord, en Europe, en Afrique de l'Est, en Asie du Nord et au Japon, à tel point que ce rongeur est devenu une espèce invasive. Les espèces fossiles ont été toute découvertes en Amérique du Sud.

## Taxinomie
Ce genre a été décrit pour la première fois en 1792 par le naturaliste britannique Robert Kerr (1755-1813). Il a pour synonymes Mastonotus, Myopotamus et Potamys,.
La seule espèce actuelle du genre étant le Ragondin, Myocastor est traditionnellement considéré comme étant un genre monospécifique, mais il comprend aussi des espèces fossiles. 

## Consommation
Le ragondin est parfois élevé pour sa chair et consommé, notamment sous forme de produit transformé. En Russie, il a été un plat commun dans la région de Krasnodar dans les années 1990, et proposé sous forme de burger par des restaurants de Moscou en 2016,.

## Liste des espèces
L'espèce actuelle selon Catalogue of Life (26 novembre 2013), ITIS (26 novembre 2013), Mammal Species of the World (version 3, 2005)  (26 novembre 2013) et NCBI (26 novembre 2013) est :
- Myocastor coypus Molina, 1782 - Ragondin.

Les espèces actuelles et éteintes selon Paleobiology Database (26 novembre 2013) sont :
- Myocastor coypus Molina, 1782 - Ragondin ;
- † Myocastor perditus Ameghino, 1902 ;
- † Myopotamus australis Moreno, 1888 ;
- † Myopotamus paranensis Ameghino, 1885.

### Protologue
- (en) Robert Kerr, « The animal kingdom, or zoological system, of the celebrated Sir Charles Linnæus. containing a complete systematic description, arrangement, and nomenclature, of all the known species and varieties of the mammalia, or animals which give suck to their young », Edinburgh: Printed for A. Strahan, and T. Cadell, London, and W. Creech, Edinburgh,‎ 1792, p. 225 (lire en ligne, consulté le 26 novembre 2013).